# Lost in Pain
Lost in Pain est un groupe luxembourgeois de heavy metal, originaire de Niederkorn, actif entre 2008 et 2022.

## Histoire
Il est formé en 2008 par le chanteur et guitariste Hugo Nogueira Centeno, alors âgé de 15 ans, à Niederkorn. Le premier line-up comprenait également le guitariste Dario Raguso, le batteur Luca Daresta et le bassiste Andy Fixmer. L'année suivante, Lost in Pain remporte la première édition de Rock the South, ce qui leur permet d'enregistrer une première démo avec Charel Stoltz. Natalie Haas remplace Andy Fixmer comme bassiste en 2010. La même année, ils remportent le prix de la meilleure performance live aux Screaming Fields et ont la chance de se produire à On Stèitsch. 
En 2011, le groupe sort alors son premier album homonyme. Après plus de 200 concerts à l'étranger et au Luxembourg, notamment à Food for Your Senses, Rock um Knuedler, Terres Rouges et Rock-A-Field, le deuxième album Plague Inc. sort en 2015 et est présenté au Rockhal. Il sort sur le label Noiseworks Records et est produit par Yann Klymezik et enregistré en Deutsch-Oth. Greed et Gone sortent en single.
Leur troisième et dernier album, Gold Hunters, sorti en 2018, est enregistré et mixé par Charel Stolz et masterisé par Tom Gatti. L'album est présenté au Rockhal,, et s'inspire de la mythologie mésopotamienne et des Anunnaki, les dieux des enfers. Le 14 décembre 2018, le groupe joue au concert The First 10 Years avec Versus You. En 2019, Jimmy Maltez devient le nouveau bassiste.
Après une interruption de deux ans, Lost in Pain annonce sa séparation en septembre 2022 et donne un dernier concert le 17 décembre 2022 au festival Hall-O-Metal, à Differdange.

## Discographie

### Albums studio
- 2011 : Lost in Pain
- 2015 : Plague Inc.
- 2018 : Gold Hunters

### Démo
- 2009 : Stronger Than Never